# Сборище
Сбо̀рище (до 1906 г. Джумалии) е село в Югоизточна България. То се намира в община Твърдица, област Сливен.

## География
Село Сборище е разположено в южните склонове на Елено-Твърдишката планина, Средна Стара планина, на 300 метра надморска височина. През селото текат две реки – Долап Дере и Маймун Дере.

## История
Известно е с големите уранови залежи, експлоатирани приблизително до 1990 г. В този период са наемани работници от всички околни населени места, включително гр. Сливен. Впоследствие по различни проекти, всичко това е ликвидирано и основен поминък е земеделието и животновъдството.
В миналото селото е било турски чифлик и е носело името на чифликчията – Джумая, който по-късно, в знак на благодарност, го е дал на българина-основател, чиято кръв тече и сега из местните селяни. След време идват българи от други места – Конаре, Козарево, Твърдица и махалите от Балкана, т. нар. „Дрента“. Българите построяват храма „Възкресение Христово“ и на деня, в който е храмовият празник на селото, от околностите идват хора на сбор и оттам идва сегашното име на селото – Сборище.
Дори и в сегашно време много хора от съседните населени места наричат селото със старото му име – Джумалии, често от което произлиза и нарицателното за местните селяни – джумалийци.

## Религии
Основната религия е християнството, много малка част от населението изповядва ислям и това са представители на ромския етнос.

## Обществени институции
- Кметство
- Църква „Свето Възнесение Господне"
- Читалище „Просвета 1910
- Библиотека към Читалището
- Основно училище „Никола Прокопиев“
- Детска градина „Брезичка“
- Дневен център за стари хора „Д-р Карл Шонфелд Брунер“

## Културни и природни забележителности
- Парк „Стойчо Недков“
- Парк „Казашки орех“
- „Водопадът“

## Редовни събития
Всяка година на Спасовден се организират тържества по случай празника на селото.

## Други
- Отбелязване на традиционни празници и обичаи – Коледа, Лазаровден, Великден, 24 май и др.

- Църквата „Свето Възкресение Господне“
- НЧ „Просвета1910“
- Дневен център за стари хора „Д-р Карл Шонфелд Брунер“
- Автентичен кът в читалището
- ЦДГ „Брезичка“
- Кметството